# Veronica Cartwright
Veronica A. Cartwright (n. 20 aprilie 1949, Bristol, Anglia, Regatul Unit) este o actriță americană de origine britanică, care a lucrat în principal în filme și seriale de televiziune americane într-o carieră care se întinde pe șase decenii. Ca actriță-copil, ea a apărut în roluri secundare în The Children Hour și The Birds. Este cea mai cunoscută pentru rolurile sale din filmele științifico-fantastice din anii 1970 Invasion of the Body Snatchers sau Alien, pentru care a câștigat un premiu Saturn pentru cea mai bună actriță în rol secundar. În anii 1980, ea a apărut în The Right Stuff și The Witches of Eastwick. În anii 1990, a primit trei nominalizări la premiile Emmy ca actriță invitată de excepție într-o serie dramatică pentru rolurile sale din serialele de televiziune ER și The X-Files. 

## Filmografie

### Film
| An   | Titlu                           | Rol                    | Note                                                    |
| ---- | ------------------------------- | ---------------------- | ------------------------------------------------------- |
| 1958 | In Love and War                 | Allie O'Neill          | nemenționată                                            |
| 1961 | The Children's Hour             | Rosalie Wells          |                                                         |
| 1963 | The Birds                       | Cathy Brenner          |                                                         |
| 1963 | Spencer's Mountain              | Becky Spencer          | nemenționată                                            |
| 1964 | One Man's Way                   | Mary                   |                                                         |
| 1975 | Inserts                         | Harlene                |                                                         |
| 1978 | Goin' South                     | Hermine                |                                                         |
| 1978 | Invasion of the Body Snatchers  | Nancy Bellicec         |                                                         |
| 1978 | The Kid from Not-So-Big         | Corinne                |                                                         |
| 1979 | Alien                           | Joan Lambert           | Saturn Award for Best Supporting Actress                |
| 1983 | Nightmares                      | Claire Houston         | (segmentul: "Night of the Rat")                         |
| 1983 | The Right Stuff                 | Betty Grissom          |                                                         |
| 1984 | Terror in the Aisles            | Nancy Bellicec         | (imagini de arhivă)                                     |
| 1985 | My Man Adam                     | Elaine Swit            |                                                         |
| 1986 | Flight of the Navigator         | Helen Freeman          |                                                         |
| 1987 | Wisdom                          | Samantha Wisdom        |                                                         |
| 1987 | The Witches of Eastwick         | Felicia Alden          | Nominalizare - Saturn Award for Best Supporting Actress |
| 1989 | Valentino Returns               | Patricia 'Pat' Gibbs   |                                                         |
| 1990 | False Identity                  | Vera Errickson         |                                                         |
| 1991 | Walking the Dog                 |                        | Short                                                   |
| 1992 | Man Trouble                     | Helen Dextra           |                                                         |
| 1994 | Mirror, Mirror 2: Raven Dance   | Sister Aja             |                                                         |
| 1994 | Speed                           | Bag Lady               | nemenționată                                            |
| 1994 | On Hope                         | Woman in Grocery       | Scurtmetraj                                             |
| 1994 | Two Over Easy                   | Molly                  | Scurtmetraj                                             |
| 1995 | Candyman: Farewell to the Flesh | Octavia Tarrant        |                                                         |
| 1996 | Shoot the Moon                  | Mrs. Thomas            |                                                         |
| 1997 | Money Talks                     | Connie Cipriani        |                                                         |
| 1997 | Sparkler                        | Dottie Delgato         |                                                         |
| 1998 | My Engagement Party             | Sarah Salsburg         |                                                         |
| 1999 | A Slipping-Down Life            | Mrs. Casey             |                                                         |
| 1999 | Trash                           | Principal Evans        |                                                         |
| 2001 | In the Bedroom                  | Minister on Television |                                                         |
| 2001 | Critic's Choice                 | Watkins                | Scurtmetraj                                             |
| 2001 | Scary Movie 2                   | Mother                 |                                                         |
| 2002 | Mackenheim                      | Eleanor                | Scurtmetraj                                             |
| 2003 | Just Married                    | Mrs. 'Pussy' McNerney  | nemenționată                                            |
| 2004 | Twisted                         | Landlady               | Uncredited                                              |
| 2004 | Straight-Jacket                 | Jerry Albrecht         |                                                         |
| 2004 | Kinsey                          | Sara Kinsey            |                                                         |
| 2005 | Barry Dingle                    | Eleanor Dingle         |                                                         |
| 2007 | Mommy's House                   | Mommy                  | Scurtmetraj                                             |
| 2007 | The Invasion                    | Wendy Lenk             |                                                         |
| 2009 | Call of the Wild                | Sheriff Taylor         |                                                         |
| 2010 | Neowolf                         | Mrs. Belakov           |                                                         |
| 2011 | InSight                         | Patricia               |                                                         |
| 2011 | Montana Amazon                  | Margaret               |                                                         |
| 2012 | The Yellow Wallpaper            | Catherine Sayer        |                                                         |
| 2013 | The Odd Way Home                | Francine               |                                                         |
| 2014 | The Town That Dreaded Sundown   | Lillian                |                                                         |
| 2015 | The Dark Below                  | Tess                   |                                                         |
| 2019 | Limbo                           | Louise                 |                                                         |

### Televiziune
| An              | Titlu                                             | Rol                                                              | Note |
| --------------- | ------------------------------------------------- | ---------------------------------------------------------------- | --- |
| 1959            | Zane Grey Theater                                 | Sarah Butler                                                     | Episodul: "The Lone Woman" |
| 1959            | Make Room for Daddy                               | Girl in Play                                                     | Episodul: "Bob Hope and Danny Become Directors"                                                                                 |
| 1959–1961       | Leave It to Beaver                                | Violet Rutherford                                                | Episodul: "The Tooth" Episodul: "Beaver and Violet" Episodul: "Beaver's Rat"                                                    |
| 1960            | Alcoa Presents: One Step Beyond                   | Gillian                                                          | Episodul: "The Haunting" |
| 1960            | The Betty Hutton Show                             | Fake Foster Child                                                | nemenționată, Episodul: "Gullible Goldie"                                                                                       |
| 1960–1961       | Alfred Hitchcock Presents                         | Judy Davidson                                                    | Episodul: "The Schwartz-Metterklume Method" Episodul: "Summer Shade"                                                            |
| 1961            | Make Room for Daddy                               | Veronica                                                         | Episodul: "Teacher for a Day"                                                                                                   |
| 1962            | Route 66                                          | Miriam (la 9 ani)                                                | Episodul: "Love Is a Skinny Kid"                                                                                                |
| 1962            | The Twilight Zone                                 | Anne Rogers - age 11                                             | Episodul: "I Sing the Body Electric"                                                                                            |
| 1963            | The Dick Powell Theatre                           |                                                                  | Episodul: "The Third Side of a Coin"                                                                                            |
| 1963            | Leave It to Beaver                                | Peggy MacIntosh                                                  | Episodul: "Don Juan Beaver" |
| 1963            | The Eleventh Hour                                 | Judith Cameron Jan Ellendale                                     | Episodul: "My Name Is Judith, I'm Lost, You See" Episodul: "The Silence of Good Men"                                            |
| 1964            | Tell Me Not in Mournful Numbers                   |                                                                  | Film TV |
| 1964–1966       | Daniel Boone                                      | Jemima Boone                                                     | 37 de episoade |
| 1965            | Dr. Kildare                                       | Nancy Hiller                                                     | Episodul: "Take Care of My Little Girl"                                                                                         |
| 1965            | Who Has Seen the Wind?                            | Kiri Radek                                                       | Film TV |
| 1968            | Mannix                                            | Mrs. Goldberg                                                    | nemenționată, Episodul: "Edge of the Knife"                                                                                     |
| 1968            | The Name of the Game                              | Nancy Robins                                                     | Episodul: "High on a Rainbow"                                                                                                   |
| 1969            | Family Affair                                     | Jo-Ann                                                           | Episodul: "Flower Power" |
| 1969            | Dragnet 1967                                      | Melissa Stevens                                                  | Episodul: "Personnel: The Shooting"                                                                                             |
| 1969            | Mod Squad                                         | Gail Whitney                                                     | Episodul: "The Girl in Chair Nine"                                                                                              |
| 1970            | Death Valley Days                                 |                                                                  | Episodul: "Simple Question of Justice"                                                                                          |
| 1970            | The Bold Ones: The Lawyers                        | Mary                                                             | Episodul: "Point of Honor" |
| 1970            | Then Came Bronson                                 | Petey Traine                                                     | Episodul: "Still Waters" |
| 1970            | My Three Sons                                     | Ruth Fletcher                                                    | Episodul: "The Honeymoon" |
| 1973            | Here We Go Again                                  | Nancy                                                            | Episodul: "Sunday, Soggy Sunday"                                                                                                |
| 1976            | Bernice Bobs Her Hair                             | Marjorie                                                         | Film TV |
| 1976            | Serpico                                           | Lucy                                                             | Episodul: "Dawn of the Furies"                                                                                                  |
| 1980            | Guyana Tragedy: The Story of Jim Jones            | Marceline 'Marcy' Jones                                          | Miniserie TV |
| 1981            | The Big Black Pill                                | Sister Theresa                                                   | Film TV |
| 1982            | Prime Suspect                                     | Janice Staplin                                                   | Film TV |
| 1985            | The New Leave It to Beaver                        | Violet Rutherford                                                | Episodul: "Violet Rutherford Returns"                                                                                           |
| 1985            | Robert Kennedy & His Times                        | Ethel Skakel Kennedy                                             | Miniserie |
| 1986            | Intimate Encounters                               | Emily                                                            | Film TV |
| 1987            | Miami Vice                                        | Society Dame                                                     | Episodul: "By Hooker by Crook"                                                                                                  |
| 1988            | Tanner '88                                        | Molly Hark                                                       | Contract role |
| 1989            | Desperate for Love                                | Betty Petrie                                                     | Film TV |
| 1989            | Baywatch                                          | Mrs. Harris                                                      | nemenționată, Episodul: "Panic at Malibu Pier"                                                                                  |
| 1989–1992       | L.A. Law                                          | A.D.A. Margaret Flanagan                                         | Secundar |
| 1990            | A Son's Promise                                   | Dorothy Donaldson                                                | Film TV |
| 1990            | Hitler's Daughter                                 | Patricia Benedict                                                | Film TV |
| 1991            | CBS Schoolbreak Special                           | Caroline Morris                                                  | Episodul: "Abby, My Love" |
| 1991            | Dead in the Water                                 | Victoria Haines                                                  | Film TV |
| 1992            | Lincoln & Seward                                  |                                                                  | Film TV |
| 1992            | Lincoln and the War Within                        |                                                                  | Film TV |
| 1993            | It's Nothing Personal                             | Barbara                                                          | Film TV |
| 1993            | Triumph Over Disaster: The Hurricane Andrew Story | Carla Hulin                                                      | Film TV |
| 1994            | Dead Air                                          | The Caller                                                       | Film TV |
| 1995            | My Brother's Keeper                               | Pat                                                              | Film TV |
| 1996            | American Gothic                                   | Angela                                                           | Episodul: "Dr. Death Takes a Holiday"                                                                                           |
| 1996            | The Lottery                                       | Maggie Dunbar                                                    | Film TV |
| 1996            | Sliders                                           | The Flame                                                        | Voce, Episodul: "The Fire Within"                                                                                               |
| 1997            | ER                                                | Norma Houston                                                    | Episodul: "Whose Appy Now?" Episodul: "Faith" Nominalizare-Primetime Emmy Award for Outstanding Guest Actress in a Drama Series |
| 1997            | Boston Common                                     | Betty                                                            | Episodul: "Here's to You, Mrs. Byrnes"                                                                                          |
| 1997            | Quicksilver Highway                               | Myra                                                             | Film TV |
| 1997-1998       | George & Leo                                      | Anna                                                             | Episodul: "The Wedding" Episodul: "The Nine Wives of Leo Wagonman"                                                              |
| 1998            | The Rat Pack                                      | Rocky Cooper                                                     | Film TV |
| 1998–1999, 2018 | The X-Files                                       | Cassandra Spender                                                | 4 episoade Nominalizare-Primetime Emmy Award for Outstanding Guest Actress in a Drama Series (1998-1999)                        |
| 1999            | The Last Man on Planet Earth                      | Director Elizabeth Riggs                                         | Film TV |
| 1999            | Chicago Hope                                      | Karen Flanders                                                   | Episodul: "Team Play" |
| 1999            | Will & Grace                                      | Judith McFarland                                                 | Episodul: "Homo for the Holidays"                                                                                               |
| 2001            | Inside the Osmonds                                | Olive Osmond                                                     | Film TV |
| 2001            | Touched by an Angel                               | Shirlee Gibbons                                                  | Episodul: "Famous Last Words"                                                                                                   |
| 2002            | Family Law                                        | Norma Benson                                                     | Episodul: "Arlene's Choice" |
| 2002            | Judging Amy                                       | Dorothea Mitchell                                                | Episodul: "A Pretty Good Day"                                                                                                   |
| 2003            | Without a Trace                                   | Mrs. Beckworth                                                   | Episodul: "There Goes the Bride"                                                                                                |
| 2004            | Dr. Vegas                                         | Evelyn                                                           | Episodul: "All In" |
| 2004–2005       | Six Feet Under                                    | Peg Kimmel                                                       | Secundar |
| 2005            | The Closer                                        | Vera Mathers                                                     | Episode: "Good Housekeeping" |
| 2005            | Without a Trace                                   | Susan                                                            | Episodul: "John Michaels" |
| 2005            | Law & Order: Special Victims Unit                 | Virginia Kennison                                                | Episodul: "Starved" |
| 2005            | Nip/Tuck                                          | Mother Mary Claire                                               | Episodul: "Quentin Costa" |
| 2005–2006       | Invasion                                          | Valerie Shenkman                                                 | Secundar |
| 2006            | Boston Legal                                      | Judge Peggy Zeder                                                | Episodul: "Helping Hands" |
| 2006            | Cold Case                                         | Mary Ryan                                                        | Episodul: "Dog Day Afternoons"                                                                                                  |
| 2006            | CSI: Crime Scene Investigation                    | Diane Chase                                                      | Episodul: "Rashomama" |
| 2006            | 7th Heaven                                        | Ms. Fitzhenry                                                    | Episodul: "A Pain in the Neck"                                                                                                  |
| 2006–07         | The Nine                                          | Barbara Dalton                                                   | Episodul: "Brother's Keeper" Episodul: "Confessions" Episodul: "The Inside Man"                                                 |
| 2007            | October Road                                      | Lynn Farmer                                                      | Episodul: "Deck the Howls" |
| 2008            | The Mr. Men Show                                  | Little Miss Elderly, Little Miss Jotünheim, Little Miss Scarlett | Voce |
| 2009            | Eastwick                                          | Bun Waverly                                                      | Contract role |
| 2010            | Drop Dead Diva                                    | Marian Porter                                                    | Episodul: "Back from the Dead"                                                                                                  |
| 2010            | Memphis Beat                                      | Miranda                                                          | Episodul: "I Shall Not Be Moved"                                                                                                |
| 2010–2012       | Kick Buttowski: Suburban Daredevil                | Ms. Dominic                                                      | Secundar |
| 2012            | Revenge                                           | Judge Elizabeth Blackwell                                        | Episodul: "Scandal" Episodul: "Justice"                                                                                         |
| 2013            | Non-Stop                                          | Rose                                                             | Film TV |
| 2014            | Resurrection                                      | Helen Edgerton                                                   | Secundar |
| 2015            | Bosch                                             | Irène Saxon                                                      | Secundar |
| 2016            | The Loud House                                    | Sue                                                              | Voce, Episodul: "The Old and the Restless"                                                                                      |
| 2016            | Criminal Minds                                    | Flora Martin                                                     | Episodul: "The Bond" |
| 2017            | Mom, I Didn't Do It                               | Judge Tannin                                                     | Film TV |
| 2018            | Supernatural                                      | Lily Sunder                                                      | Episodul: "Byzantium" |
| 2019            | The Chilling Adventures of Sabrina                | Mrs McGarvey                                                     | Episodul: "Doctor Cerberus’s House of Horror"                                                                                   |
| 2019            | General Hospital                                  | Role TBA                                                         | |